# Erdgas Mehrkampf-Meeting Ratingen 2014
Erdgas Mehrkampf-Meeting Ratingen 2014 – 18. edycja mityngu lekkoatletycznego w konkurencjach wielobojowych rozegrany 28 i 29 czerwca w niemieckim Ratingen. Zawody były kolejną odsłoną cyklu IAAF World Combined Events Challenge w sezonie 2014.

## Rezultaty
| Konkurencja:           | 1. miejsce        | Rezultat  | 2. miejsce   | Rezultat  | 3. miejsce        | Rezultat  |
| Dziesięciobój mężczyzn | Rico Freimuth     | 8356 pkt. | Kévin Mayer  | 8323 pkt. | Arthur Abele      | 8139 pkt. |
| Siedmiobój kobiet      | Lilli Schwarzkopf | 6426 pkt. | Claudia Rath | 6314 pkt. | Karolina Tymińska | 6256 pkt. |